# 三坑农场
三坑农场位于中国广东省揭阳市普宁市大南山街道，隶属于普宁市农业农村局，辖区列为普宁市的一个类似乡级单位。

## 行政区划
国家统计局网站上，下辖以下地区：
三坑农场虚拟生活区。